# شوابيا

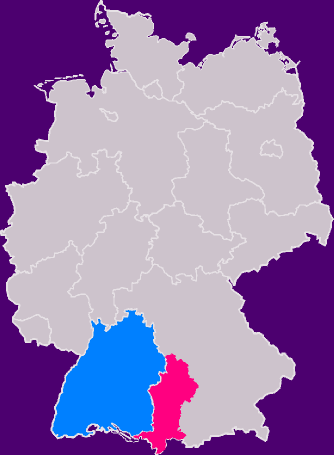
ألمانيا, توضح الحدود الحالية. الأزرق ولاية بادن - فورتمبيرغ. وإلى شرقها بافاريا، بمنطقة شوابيا الإدارية بالوردي. شوابن هي منطقة وليست كيانا سياسيا وغير واضحة الحدود.

شوابيا أو شوفابن أو صوابيا أو سوابة أو صوابة أو شفابيا أو شفابن (بالألمانية : schwaben أو schwabenland) منطقة تاريخية ولغوية ألمانية، الجزء الأكبر منها يقع اليوم في ولاية بادن-فورتمبيرغ (تحديد فورتمبيرغ التاريخية ومقاطعة هوهنتسوليرن (Hohenzollernsche Lande))، وكذلك منطقة شوابيا الإدارية في ولاية بفاريا. في العصور الوسطى كانت شفابيا تشمل أيضا بادن وفورارلبيرغ وإمارة ليشتنشتاين الحالية وسويسرا الناطقة بالألمانية حاليا والألزاس (التابعة الآن لفرنسا).
‌

## أعلام
- كونراد فلوغر
- هاينريش ريفل فون ريشتنبرغ
- أنطون شوت
- هارتمان فون أوه
- جيزيلا من شوابيا